# Willunga
Willunga – miasto w Australii, w stanie Australia Południowa.